# Sekshon Pagá 2017-18
La Sekshon Pagá 2017-18 fue la edición número 92 de la Sekshon Pagá.

## Formato
Los diez equipos participantes jugarán entre sí todos contra dos veces, luego de esto 6 primeros se clasificarán a los play-offs kaya 6, donde volverán a jugar entre sí todos contra todos una sola vez y después de lo cual, los 4 primeros pasarán a jugar los play-offs kaya 4; en los play-offs kaya cuatro jugarán entre sí todos contra todos una vez: los dos primeros se clasificarán a la final donde el campeón y subcampeón, de cumplir los requisitos establecidos, podrían participar en la Copa Caribeña de Clubes Concacaf 2019 o CONCACAF Caribbean Club Shield 2019, es decir; el campeón.

## Temporada Regular
Actualizado el 9 de junio de 2018.
| Pos. | Equipo                 | PJ | PG | PE | PP | GF | GC | DG  | Pts. | Clasificado a |
| ---- | ---------------------- | -- | -- | -- | -- | -- | -- | --- | ---- | ------------- |
| 1    | CRKSV Jong Holland     | 18 | 11 | 5  | 2  | 36 | 11 | +25 | 38   | Kaya 6        |
| 2    | SV Vesta               | 18 | 8  | 6  | 4  | 31 | 24 | +7  | 30   | Kaya 6        |
| 3    | RKSV Centro Dominguito | 18 | 7  | 7  | 4  | 19 | 20 | -1  | 28   | Kaya 6        |
| 4    | UNDEBA                 | 18 | 7  | 6  | 5  | 29 | 23 | +6  | 27   | Kaya 6        |
| 5    | RKSV Scherpenheuvel    | 18 | 7  | 6  | 5  | 18 | 14 | +4  | 27   | Kaya 6        |
| 6    | Inter Willemstad       | 18 | 7  | 5  | 6  | 22 | 20 | +2  | 26   | Kaya 6        |
| 7    | SV Victory Boys        | 18 | 7  | 5  | 6  | 21 | 24 | -3  | 26   |               |
| 8    | CSD Barber             | 18 | 5  | 3  | 10 | 22 | 24 | -2  | 18   |               |
| 9    | CRKSV Jong Colombia    | 18 | 4  | 4  | 10 | 16 | 27 | -11 | 16   |               |
| 10   | SV Hubentut Fortuna    | 18 | 3  | 1  | 14 | 16 | 43 | -27 | 10   | Descenso      |

## Kaya 6
Actualizado el 9 de junio de 2018.
| Pos. | Equipo                 | PJ | PG | PE | PP | GF | GC | DG | Pts. | Clasificado a |
| ---- | ---------------------- | -- | -- | -- | -- | -- | -- | -- | ---- | ------------- |
| 1    | CRKSV Jong Holland     | 5  | 4  | 1  | 0  | 10 | 3  | +7 | 13   | Kaya 4        |
| 2    | RKSV Scherpenheuvel    | 5  | 2  | 2  | 1  | 4  | 2  | +2 | 8    | Kaya 4        |
| 3    | SV Vesta               | 5  | 2  | 1  | 2  | 5  | 7  | -2 | 7    | Kaya 4        |
| 4    | UNDEBA                 | 5  | 2  | 0  | 3  | 9  | 6  | +3 | 6    | Kaya 4        |
| 5    | RKSV Centro Dominguito | 5  | 2  | 0  | 3  | 6  | 7  | -1 | 6    |               |
| 6    | Inter Willemstad       | 5  | 1  | 0  | 4  | 3  | 12 | -9 | 3    |               |

## Kaya 4
Actualizado el 1 de julio de 2018.
| Pos. | Equipo              | PJ | PG | PE | PP | GF | GC | DG | Pts. | Clasificado a |
| ---- | ------------------- | -- | -- | -- | -- | -- | -- | -- | ---- | ------------- |
| 1    | CRKSV Jong Holland  | 3  | 2  | 1  | 0  | 5  | 3  | +2 | 7    | Final         |
| 2    | SV Vesta            | 3  | 2  | 0  | 1  | 4  | 3  | +1 | 6    | Final         |
| 3    | RKSV Scherpenheuvel | 3  | 1  | 1  | 1  | 7  | 4  | +3 | 4    |               |
| 4    | UNDEBA              | 3  | 0  | 0  | 3  | 2  | 8  | -6 | 0    |               |

## Final
Actualizado el 1 de julio de 2018.
| Local              | Resultado | Visitante | Fecha      | Estadio              |
| ------------------ | --------- | --------- | ---------- | -------------------- |
| CRKSV Jong Holland | 1 - 0     | SV Vesta  | 8 de julio | Estadio Ergilio Hato |

| Sekshon Pagá 2017-18           |
| ------------------------------ |
| CRKSV Jong Holland 14.º título |